# Subway (film)
Subway är en fransk thrillerfilm från 1985 i regi av Luc Besson. Filmen utspelar sig i Paris tunnelbana. Filmen är en del av den så kallade Cinéma du look-rörelsen, som utspelade sig under sent 1980-tal, där filmer sägs innehålla mer utseende än substans. 

## Handling
Efter en vild jakt hamnar kassaskåpstjuven Fred (Christopher Lambert) nere i Paris metro. Där möter han en del udda typer.

## Rollista (i urval)
- Isabelle Adjani – Héléna
- Christopher Lambert – Fred
- Jean Reno – trummisen
- Eric Serra – Enrico (basisten)